# Ora et labora

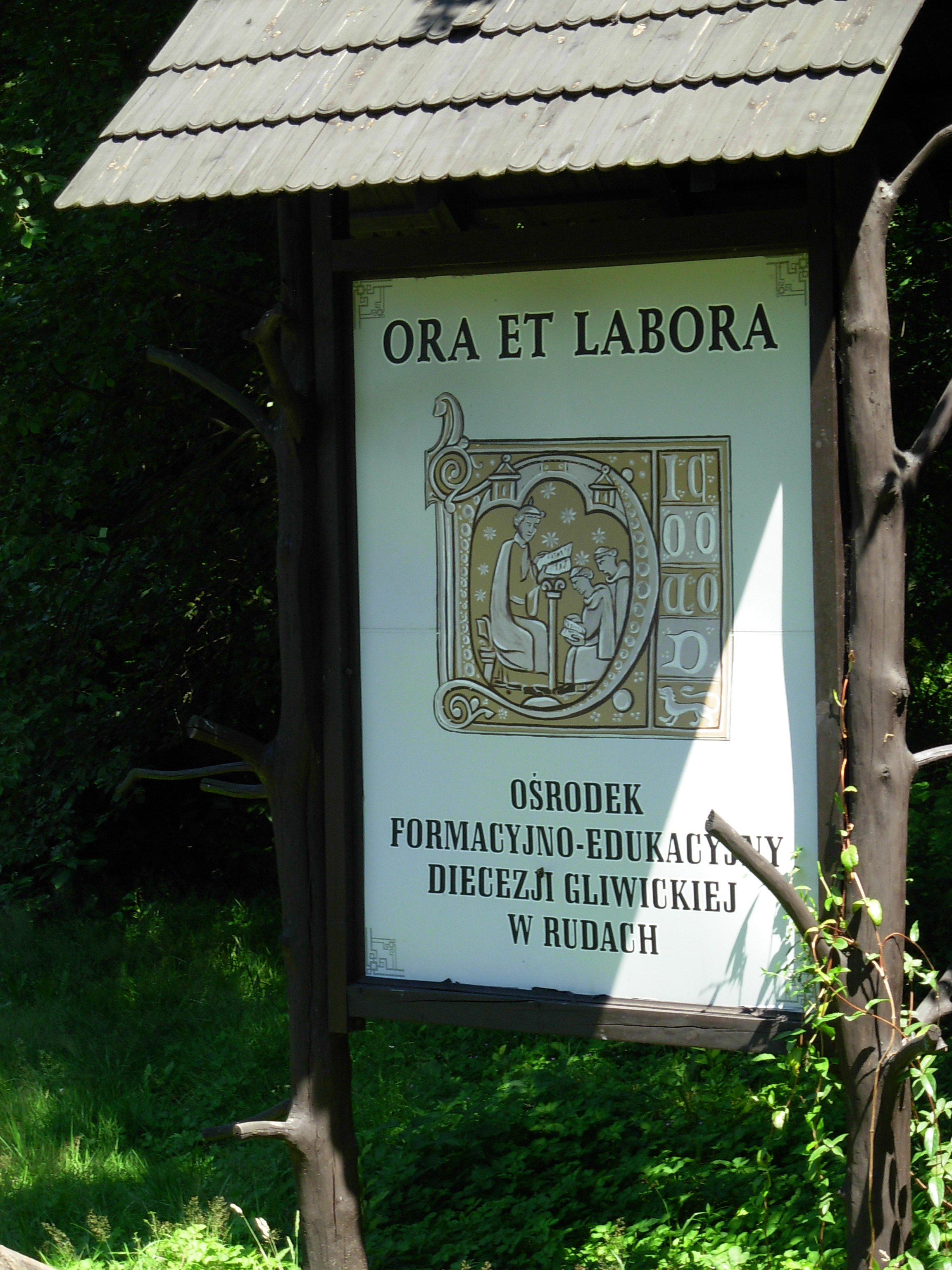
La máxima Ora et labora en la entrada del monasterio de Rudy, en Polonia.

Ora et labora (en español: ora y trabaja) es una locución latina que expresa la vocación y la vida monástica benedictina de alabanza a Dios junto con el trabajo manual diario. De origen reciente (siglo XIX), la locución no se encuentra propiamente en la Regla de San Benito, sino que su esencia se encuentra, aunque con otras palabras, en la Lectio Divina (estudio meditativo de las Sagradas Escrituras).

## Origen

### Los tres pilares de la regla benedictina

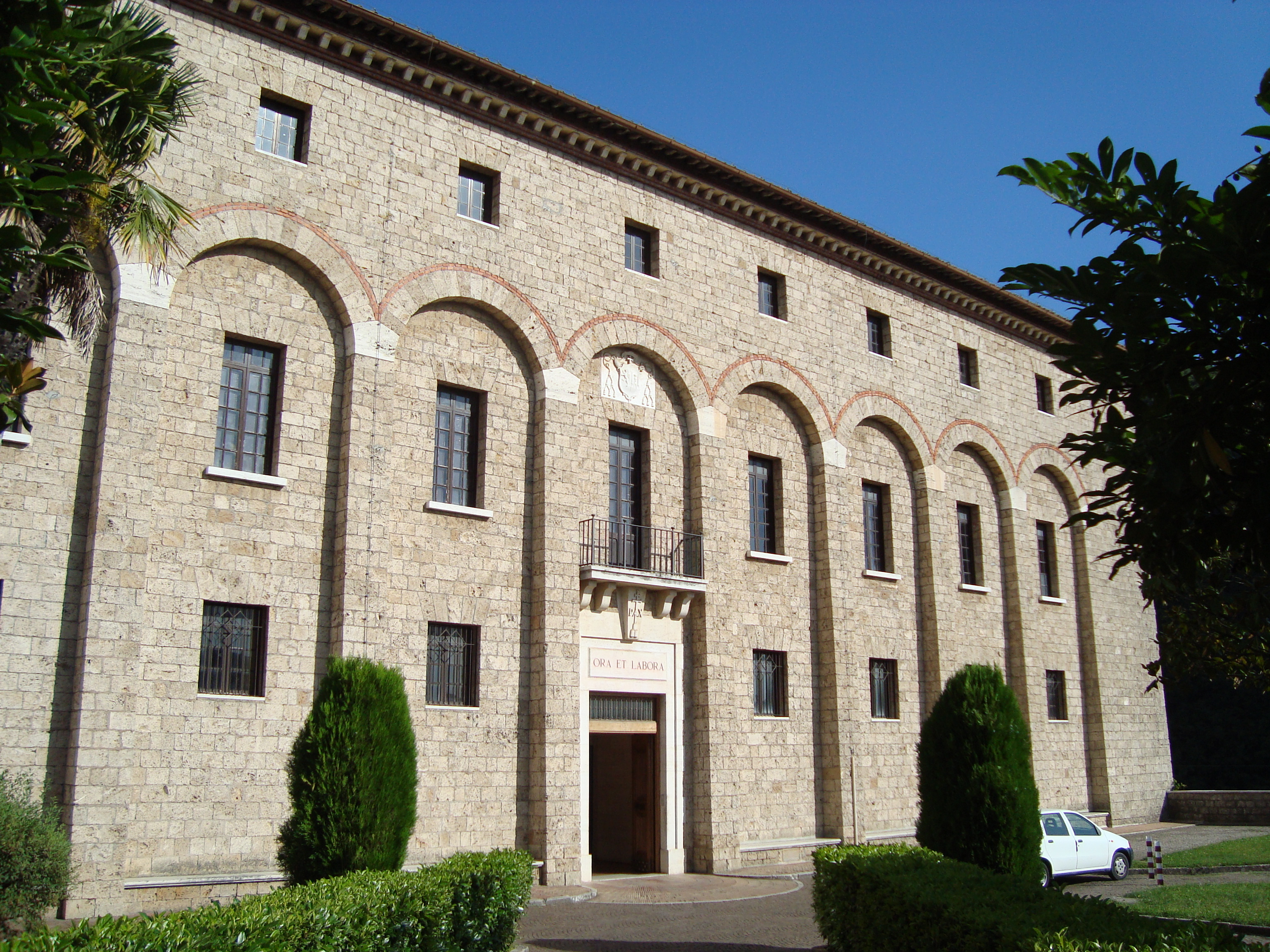
Monasterio de Subiaco, Francia

Los capítulos 8 a 18 de la Regla de San Benito enseñan en detalle la forma de cantar el oficio divino (o Liturgia de las Horas) . El horario diario se establece teniendo en cuenta el verano y el invierno.  
Además de la gloria de Dios (ora), el trabajo manual (labora) tiene un lugar importante. Y en el capítulo 48 leemos: «La ociosidad es enemiga del alma. Los hermanos deberían participar en unos momentos concretos en el trabajo manual y en otros momentos concretos en la lectura de la palabra de Dios». Esta dignidad dada al trabajo manual, que recibe el estado de Regla casi igual a la lectura de la palabra, es revolucionaria. En la época de San Benito el trabajo físico se consideraba degradante. Se dejó para los siervos y las clases más bajas. El mismo capítulo 48: «Son verdaderamente monjes si viven del trabajo de sus manos, como nuestros padres y de los apóstoles.»
También lo encontramos en la Lectio Divina (la lectura y meditación de la Escritura) que los monjes deben realizar en varios momentos concretos del día. Además, San Benito determina que, al inicio de la Cuaresma, cada monje ha de recibir un libro de la biblioteca para su meditación y estudio de principio a fin (R. 48.16). Las oraciones, generalmente salmos, que deben rezarse en cada uno de estos momentos se recogen el los Libros de Horas. Algunos de ellos se han hecho muy famosos por sus iluminaciones como el de “Las muy ricas horas del Duque de Berry”.

### Ora et labora
La oración y el trabajo en la vida de los monjes, de acuerdo con San Benito, se deben acompañar de la lectura meditada de la Biblia: ora et labora no resumiría adecuadamente la espiritualidad benedictina. 
El investigador francés Marie-Benoit D. Meeuws demostró que la expresión ora et labora tiene su origen en un libro sobre la vida benedictina escrito en el siglo XIX por Mauro Wolter, el primer abad de la nueva abadía de Beuronese (Alemania). 
A pesar de lo anterior, lo cierto es que la locución ora et labora se encuentra habitualmente en la entrada de los monasterios benedictinos. Se trata de una forma popular de expresar la espiritualidad monástica benedictina.

## Versión de la locución en castellano
A pesar de la proximidad de los términos latinos a los de la lengua castellana, la locución parece que no encajó con la rotundidad de esta última, y sufrió una transformación sumamente excéntrica en lo lingüístico, pasando a formularse "a Dios rogando y con el mazo dando", y otras variantes parecidas.